# Candy Necklace
"Candy Necklace" é uma canção da cantora e compositora estadunidense Lana Del Rey com a participação do cantor e compositor estadunidense Jon Batiste, presente no nono álbum de estúdio da artista Did You Know That There's a Tunnel Under Ocean Blvd (2023). A canção foi lançada como o quarto single do álbum em 6 de outubro de 2023 com um lançamento em edição limitada de picture disc. A canção venceu na categoria Melhor Vídeo Alternativo no MTV Video Music Awards de 2023; e em 10 de novembro foi indicada na categoria Melhor Performance Pop por Dupla/Grupo na 66ª cerimônia do Grammy Award.

## Antecedentes
Em 23 de agosto de 2022, Lana Del Rey publicou uma prévia da canção na sua conta no Instagram. A canção foi oficialmente lançada nas plataformas de streaming em 24 de março de 2023.

## Desempenho nas tabelas musicais
| Tabela (2023)                                       | Melhor posição |
| --------------------------------------------------- | -------------- |
| Estados Unidos (Billboard Rock & Alternative Songs) | 22             |
| Irlanda (IRMA)                                      | 73             |
| Reino Unido (Official Charts Company)               | 68             |